# 福楽寺 (山口市)
福楽寺（ふくらくじ）は、山口県山口市秋穂地区に所在する真言宗御室派末の寺院。山号は医王山。

## 概要
創建は奈良時代と古く、本尊薬師如来像も平安時代中期から後期の造像である。
天平18年（746年）行基菩薩創建と伝わる。文明18年（1486年）行順和尚が復興。明応元年（1492年）に堂宇を再建。江戸時代中期頃の火災により本尊以外がすべて焼失し、中興六世・真龍法印が現在地に寺を移転・再復興。
福楽寺は日本陸軍の父・大村益次郎の生家の菩提寺であり、明治維新期には荻野隊（長州藩諸隊の一つ、砲兵隊）の基地になり、あるいは当時の住職が勤皇僧で後に教導職であるなど、近代にも様々な活動をしていた。
また、福楽寺は山口市南部地域（福楽寺の所在する秋穂地区と隣接する秋穂二島地区）に位置する「写し四国・秋穂八十八箇所霊場」に属する寺院であり、本堂内に6・7番札所が、本堂に隣接する地蔵堂（8番札所）と合わせて境内に3つの札所がある。